# パズルシリーズ
パズルシリーズ（Puzzle Series）は、ハドソンがニンテンドーDS及びWii用に発売しているパズルゲームのシリーズ作品。
シリーズは大別して、純粋にパズルのみ収録・商品タイトルが「ナンバリング＋パズル名」の製品と、そのエンジンを使用して図案などにキャラクターを使用した製品に分かれる。2007年春以降、ナンバリングタイトルは随時打ち切られ、以後は各タイトルのエンジンを使用したアレンジ版のみが製作されている。ハドソンの数独ゲームに関してはSUDOKU 数独を参照。

## ニンテンドーDS対応

### ナンバリングタイトル
- Vol.1 ジグソーパズル - 2006年3月23日発売[1]。詳細はジグソーパズル (ハドソン)を参照。
- Vol.2 クロスワード - 2006年3月23日発売[2]。詳細はクロスワード (ハドソン)を参照。
- Vol.3 SUDOKU 数独 - 2006年3月23日発売[3]。詳細はSUDOKU 数独を参照。
- Vol.4 カックロ - 2006年8月10日発売[4]。
- Vol.5 スリザーリンク - 2006年11月16日発売[5]。
- Vol.6 イラストロジック - 2006年11月16日発売[6]。出題協力・日本文芸社。
- Vol.7 クロスワード2 - 2006年11月16日発売[7]。
- Vol.8 ナンクロ - 2006年12月14日発売[8]。詳細はナンクロ (ハドソン)を参照。
- Vol.9 数独2 Deluxe - 2006年12月21日発売[9]。
- Vol.10 ひとりにしてくれ - 2007年3月8日発売[10]。
- Vol.11 ぬりかべ - 2007年3月8日発売[11]。
- Vol.12 美術館 - 2007年3月8日発売[12]。
- Vol.13 漢字パズル - 2007年3月29日発売[13]。漢字のナンバークロスワードパズルを収録。

### アレンジタイトル
- ジグソーパズル こいぬめくり編 - 2006年8月3日発売[14]。
- ジグソーパズル こねこめくり編 - 2006年8月3日発売[15]。
- ジグソーパズル おでんくん - 2006年10月26日発売[16]。おでんくんを題材にしたジグソーパズル。
- ジグソーパズル おでんくん2 - 2007年3月29日発売[17]。上記ソフトの続編。
- クロスワードで学ぼう! 地理・歴史 - 2007年5月24日発売[18]。
- ガチャピン日記DS - 2007年9月20日発売[19]。ガチャピン日記を元にしたジグソーパズル。
- クロスワードDS＋世界1周クロス - 2007年10月25日発売[20]。
- イラストロジックDS＋からふるロジック - 2007年10月25日発売[21]。
- ジグソーパズルDS DSで巡る世界遺産の旅 - 2008年3月6日発売[22]。
- 数独DS ニコリの“SUDOKU”決定版 - 2008年5月29日発売[23]。ニンテンドーWi-Fiコネクション対応。

## Wii対応

### ナンバリングタイトル
- Vol.1 SUDOKU 数独 - 2007年3月21日発売[24]。
- Vol.2 イラストロジック+からふるロジック - 2008年7月10日発売[25]。

### アレンジタイトル
- ジグソーパズル きょうのわんこ - 2007年7月26日発売[26]。めざましテレビ（フジテレビ系）とのタイアップ。